# 井上僖作朗
井上 僖作朗（いのうえ きさくろう、1842年2月24日（天保13年1月15日）- 1923年（大正12年）12月8日）は、日本の政治家、衆議院議員（1期）。

## 経歴
大和国吉野郡、のちの奈良県吉野郡川上村出身。漢学を学ぶ。吉野郡書記、井戸村戸長、川上村長、同村会議員、吉野郡会議員、奈良県会議員、吉野材木組合連合会組合長となる。
1908年の第10回衆議院議員総選挙において奈良県郡部から立憲政友会公認で立候補して当選した。1912年の第11回衆議院議員総選挙には出馬しなかった。1923年に死去した。